# Please Don't Go
Please Don't Go är en singel av Basshunter från hans album Now You're Gone från 2008.

## Låtlista
- Digital nedladdning (19 maj 2008)[1]

1. "Please Don’t Go" (Radio Edit) – 2:55
2. "Please Don’t Go" (DJ Alex Extended Mix) – 5:00
3. "Please Don't Go" (Wideboys Remix) – 5:37
4. "Please Don’t Go" (Ultra DJ’s Remix) – 4:39
5. "Please Don’t Go" (Wideboys Edit) – 2:41

## Listplaceringar
| Lista (2008)                | Högsta position |
| --------------------------- | --------------- |
| Sverige (Sverigetopplistan) | 6               |